# تيم سيلس
تيم سيلس (بالإنجليزية: Tim Sills)‏ (10 سبتمبر 1979 في المملكة المتحدة - ) هو لاعب كرة قدم بريطاني في مركز الهجوم. شارك مع منتخب إنجلترا لكرة القدم C ‏. أما مع النوادي، فقد لعب مع أكسفورد يونايتد وروشدين ودايموندز وستيفيناغ بوروه ونادي هيرفورد ونادي كينغستونيان وStaines Town F.C. ‏ وBasingstoke Town F.C. ‏ ونادي توركي يونايتد وBashley F.C. ‏ ونادي ألدرشوت تاون وCamberley Town F.C. ‏ وGosport Borough F.C. ‏ ونادي ويموث.

## وصلات خارجية
- تيم سيلس على موقع قاعدة بيانات كرة القدم.إي يو (الإنجليزية)
- تيم سيلس على موقع Soccerbase.com (لاعب) (الإنجليزية)